# Triadenum
Triadenum es un género de plantas perteneciente a la familia Hypericaceae. Comprende 11 especies descritas y de estas, solo 5 aceptadas.

## Descripción
El género se caracteriza por las hojas contrarias de punta roma y las flores de color rosa con 9 estambres.

## Taxonomía
El género fue descrito por Constantine Samuel Rafinesque-Schmaltz y publicado en Flora Telluriana 3: 78–79. 1836[1837]. La especie tipo es: Triadenum virginicum (L.) Raf.	

## Especies aceptadas
A continuación se brinda un listado de las especies del género Triadenum aceptadas hasta septiembre de 2014, ordenadas alfabéticamente. Para cada una se indica el nombre binomial seguido del autor. abreviado según las convenciones y usos.	
- Triadenum breviflorum (Wall. ex Dyer) Y. Kimura
- Triadenum japonicum (Blume) Makino
- Triadenum tubulosum (Walter) Gleason
- Triadenum virginicum (L.) Raf.
- Triadenum walteri (J.F. Gmel.) Gleason